# Star Harbor
Star Harbor – miasto w Stanach Zjednoczonych, w stanie Teksas, w hrabstwie Henderson.